# Марсељски метро
Марсељски метро је брзи транзитни систем који опслужује Марсељ. Систем се састоји од две линије, делимично подземне, које опслужују 31 станицу, укупне дужине руте од 22.7 км. Линија 1 отворена је 1977., а затим Линија 2 1984. 
Возови користе метро технологију са гумом која је развијена за неке линије Париског метроа. 2012. метро је превезао приближно 76,7 милиона путника,  што га чини кључним делом транспортне мреже у градском подручју Марсеја, са 49% путовања користећи метро.

## Временска линија
| Датум              | Линија   |
| ------------------ | -------- |
| 26. новембра 1977  | Линија 1 |
| 11. марта 1978.    | Линија 1 |
| 3. марта 1984.     | Линија 2 |
| 1. фебруара 1986.  | Линија 2 |
| 14. фебруара 1987. | Линија 2 |
| 5. септембра 1992. | Линија 1 |
| 5. мај 2010.       | Линија 1 |
| 16. децембар 2019. | Линија 2 |
| Пре 2030.          | Линија 2 |
| После 2030.        | Линија 3 |

## Историја
Први планови за метро систем у Марсеју појавили су се у раним годинама 20. века, након отварања паришког метроа. Многи планови су изнесени, али су брзо одустали због недостатка финансирања. Најозбиљнији предлог изишао је 1918., када је предложена изградња подземне мреже. Овај предлог је наишао на жестоко противљење и пројекат је на крају пропао, а идеја о изградњи метроа у Марсељу је напуштена много деценија.
Непосредно пре и после Другог светског рата стигло је неколико предлога који су позивали на модернизацију постојећих трамваја мрежом подземних линија, али су сви укинути због несташице материјала. Међутим, до 1960. град је патио од пораста употребе аутомобила. Бројни алтернативни концепти су се појавили у то време, укључујући мреже лаких железница или приградских возова, али нису наишли на подршку општинских власти. Тек 1964. када је пројекат који је предвиђао изградњу подземне метро линије која би заменила најпрометније аутобуске линије, изазвало је интересовање изабраних званичника. Након неколико година студија, градско веће је 1969. једногласно изгласало стварање метро система.
Изградња прве линије почела је 13. августа 1973. и трајала је до почетка 1977. Операција је почела 26. новембра 1977. Остатак је отворен 11. марта 1978. Планови за другу линију одобрени су 1978. Изградња је почела 1980. Централни део линије отворен је 3. марта 1984. Јужни и северни део линије отворени су у фебруару 1986. и фебруару 1987.
Наредна проширења су се десила у наредним годинама. Линија 1 је први пут продужена 1992. (1.5 км, 2 нове станице), као и 2010.

## Планирани развој
Продужетак линије 2 од 900 метара отворен је у децембру 2019.    Нова станица Capitaine Gèze има аутобуску станицу и објекат за паркирање и вожњу. Ово кратко проширење ће поново користити постојеће сервисне траке. Цена је процењена на 80 милиона евра.
Разматра се и неколико дугорочних продужетака, укључујући северно проширење линије 2 и треће линије.
Нови возни парк постепено ће бити пуштен у рад и њиме ће се управљати прво са машиновођом, а затим потпуно аутоматски када се замене сви стари возови. Све станице ће бити опремљене перонским екранским вратима и накнадно ће бити опремљене приступом.